# Rhagonycha drienensis
Rhagonycha drienensis is een keversoort uit de familie soldaatjes (Cantharidae). De wetenschappelijke naam van de soort werd in 1978 gepubliceerd door Dahlgren.